# Oligia laticlava
Oligia laticlava är en fjärilsart som beskrevs av Smith 1903. Oligia laticlava ingår i släktet Oligia och familjen nattflyn. Inga underarter finns listade i Catalogue of Life.